# Serie castelli
La Serie castelli o Serie castelli d'Italia è una serie di francobolli emessa in Italia negli anni ottanta, rimasta in produzione fino al 1998.

## Descrizione
I francobolli di questa serie ordinaria sostituiscono la Serie Siracusana in corso dal 1953 e hanno forma quadrata. La serie viene chiamata "Castelli d'Italia" perché tutti i francobolli hanno l'effigie di un castello italiano degno di nota.
Impostata dal pittore Egidio Vangelli, ma con soggetti disegnati da vari altri autori, tra cui Tommaso Mele ed Eros Donnini, è caratterizzata dalla scelta di soggetti appartenenti ad un nucleo tematico, sulla falsariga della serie Italia al lavoro del 1950, ma senza i problemi che questa aveva avuto per i soggetti relativi a valori complementari.
Vengono scelti i Castelli d'Italia non solo in quanto rappresentativi sia sul piano culturale che turistico dell'Italia, ma anche perché consentono di attuare un'equa distribuzione regionale senza correre il rischio di esaurire i soggetti, nell'ipotesi di dovere stampare ulteriori valori.
I primi ventisette castelli appaiono contemporaneamente il 22 settembre 1980; pur essendo opera di artisti diversi, vennero incorniciati in modo omogeneo con un cerchio su fondo colorato, a seconda della valuta impressa nel francobollo e da cui debordano lievemente in modi diversi.
Anche l'effigie del castello varia a seconda della valuta ed è compresa tra 5 lire e 1400 lire. I valori sono stati stampati sia su fogli (in rotocalco, offset e calcografia), sia su bobine, in formato più piccolo e dentellati solo verticalmente, per rifornire i distributori automatici.
Vengono successivamente emesse anche delle Cartoline Postali e dei Biglietti Postali con impronta di valore riproducenti francobolli della serie, anche se con soggetto diverso dal corrispondente valore tradizionale.
La serie, sebbene tuttora in corso di validità, viene sostituita nel 1998 con la serie "La donna nell'arte".
I francobolli hanno i seguenti valori:
5 lire, 10 lire, 20 lire, 30 lire, 40 lire, 50 lire, 60 lire, 70 lire, 80 lire, 90 lire, 100 lire, 120 lire, 150 lire, 170 lire, 180 lire, 200 lire, 250 lire, 300 lire, 350 lire, 380 lire, 400 lire, 450 lire, 500 lire, 550 lire, 600 lire, 650 lire, 700 lire, 750 lire, 800 lire, 850 lire, 900 lire, 1000 lire, 1400 lire.

## Varietà e tipi della Serie "Castelli d'Italia"
Nel corso dei molti anni in cui questi francobolli sono stati presenti sul territorio nazionale, sono stati distribuiti moltissimi esemplari con piccole varietà e occasionali mancanze di colore.
Alcune varietà più marcate e spettacolari sono state illecitamente vendute sul mercato nazionale, e provengono da scarti di stampa del Poligrafico.
Cercando di mettere ordine tra le numerose varietà presenti, sia occasionali che volute, l'elenco seguente serve esclusivamente come indicativo indice dei tipi. Solo alcune delle varietà si possono riscontrare di frequente e sono state certamente distribuite sul territorio, quindi è possibile trovarle anche tra i propri doppioni di casa, fatta eccezione per il 100 lire "giallo" (senza il colore rosso), massima rarità della serie "Castelli", uno dei pochissimi esemplari vistosamente errati distribuito regolarmente e usato per posta.
I tipi identificati come "resti di stampa" sono provenienti principalmente dal Poligrafico, comunque sono normalmente commercializzati e hanno spesso molto successo alle aste.

Alcuni valori della serie ordinaria dei Castelli d'Italia

## Elenco delle varietà e sottotipi
Fonti: il Catalogo Sassone specializzato della Repubblica Italiana, Catalogo CEI Francobolli Area Italia e Catalogo Enciclopedico Italiano.
5 lire "Castel Sant'Angelo, Roma" - 22 settembre 1980
Varietà:
- 5 lire - varietà: Colori spostati (oltre 2 millimetri)
- 5 lire - Dentellatura "a blocco", anziché a pettine (riscontrabile solo nel bordo in alto e in basso del foglio). I francobolli sono identici, cambia solo la dentellatura del foglio.

10 lire "Castello Sforzesco, Milano"

10 lire "Castello Sforzesco, Milano" - 22 settembre 1980
Varietà:
- 10 lire - Colori spostati (oltre 2 millimetri)
- 10 lire - Dentellatura "a blocco", anziché "a pettine" (riscontrabile solo nel bordo in alto e in basso del foglio). I francobolli sono identici, cambia solo la dentellatura del foglio.

20 lire "Castel del Monte, Andria" - 22 settembre 1980
Varietà:
- 20 lire - Colori spostati (oltre 2 millimetri)
- 20 lire - Stampa evanescente dei due colori
- 20 lire - Dentellatura "a blocco", anziché "a pettine" (riscontrabile solo nel bordo in alto e in basso del foglio). I francobolli sono identici, cambia solo la dentellatura del foglio.

30 lire "Castello dell'Aquila" - 20 agosto 1981
Varietà:
- 30 lire - Colore del fondo nella parte sinistra molto chiaro
- 30 lire - Fasce o grosse righe di colore
- 30 lire - Stampa evanescente
- 30 lire - Colore del fondo più scuro e giallo molto intenso
- 30 lire - Filetto del riquadro in basso a destra mancante
- 30 lire - Stampa del fondo giallo spostata in basso (entro pochi millimetri si può trovare facilmente)
- 30 lire - Senza la scritta in basso "I.P.Z.S. Roma - T.Mele"
- 30 lire - Coppia orizzontale con dentellatura incompleta nel mezzo
- 30 lire - Dentellatura orizzontale fortemente spostata
- 30 lire - Dentellatura "a blocco", anziché a pettine (riscontrabile solo nel bordo in alto e in basso del foglio). I francobolli sono identici, cambia solo la dentellatura del foglio.

40 lire "Castello Ursino, Catania"

40 lire "Castello Ursino, Catania" - 22 settembre 1980
Varietà:
- 40 lire - Colore del fondo molto chiaro
- 40 lire - Colori spostati (oltre 2 mm)
- 40 lire - Dentellatura "a blocco", anziché a pettine (riscontrabile solo nel bordo in alto e in basso del foglio). I francobolli sono identici, cambia solo la dentellatura del foglio.

50 lire "Rocca di Calascio"
- 50 lire - Dentellato 14 x 13¼ - Emesso: 22 settembre 1980 - normale
- 50 lire - Dentellato 13¼ x 13¼ - Emesso nel corso del 1983 - varietà
- 50 lire - Dentellato 14 x 13¼, con scritta "I.P.Z.S. 1980" in basso - Emesso: agosto 1990 - normale

Varietà:
- 50 lire - Fasce o grosse righe di colore
- 50 lire - Stampa del giallo distribuita su gran parte del fondo (evidente giallo diffuso)
- 50 lire - Stampa superiore della rocca in rosa
- 50 lire - Mancanza della scritta in alto
- 50 lire - Stampa del nero incompleta
- 50 lire - Senza la stampa del giallo o giallo evanescente
- 50 lire - Colori spostati (oltre 2 mm)
- 50 lire - Mancanza della scritta "I.P.Z.S." in basso
- 50 lire - Senza la stampa del nero
- 50 lire - Stampa evanescente
- 50 lire - Senza la stampa del rosso
- 50 lire - Taglio chirurgico
- 50 lire - Castelli verdi anziché gialli
- 50 lire - Carta ricongiunta
- 50 lire - Dentellatura orizz. fortemente spostata
- 50 lire - Non dentellato - Resti di stampa
- 50 lire - Non dentellato, senza il colore nero - Resti di stampa
- 50 lire - Fortemente decentrato in senso verticale e orizzontale, spostamenti in entrambi i sensi

60 lire "Torre Normanna, San Mauro Forte" - 22 settembre 1980
Varietà:
- 60 lire - Stampa del rosso incompleta
- 60 lire - Stampa del rosso fortemente inchiostrata e sbavata
- 60 lire - Dentellatura "a blocco", anziché a pettine (riscontrabile solo nel bordo in alto e in basso del foglio). I francobolli sono identici, cambia solo la dentellatura del foglio.

70 lire "Castello Aragonese, Reggio Calabria"

70 lire "Castello Aragonese, Reggio Calabria" - 20 agosto 1981
Varietà:
- 70 lire - Colori spostati (evidente spostamento dei colori)
- 70 lire - Stampa evanescente

80 lire "Castello di Sabbionara, Avio" - 20 agosto 1981
Varietà:
- 80 lire - Senza la stampa di un colore (più frequentemente il giallo)
- 80 lire - Con la stampa del verde e del rosso evanescente (raro)

90 lire "Castello di Isola di Capo Rizzuto" - 22 settembre 1980
Varietà:
- 90 lire - Stampa del nero evanescente

100 lire "Castello Aragonese, Ischia"
- 100 lire - Dentellato 14 x 13¼ - Emesso: 22 settembre 1980 - normale
- 100 lire - Dentellato 13¼ x 13¼ - Emesso nel corso del 1983 - varietà
- 100 lire - Dentellato 14 x 13¼, senza fluorescenza, Filigrana II 65° destra anziché IV - Emesso nel corso del 1992 - varietà - Raro

Varietà:
- 100 lire - Colori spostati (oltre 2 mm)
- 100 lire - Fasce o grosse righe di colore
- 100 lire - Stampa molto confusa
- 100 lire - Senza stampa del centro
- 100 lire - Stampa del mare violetto anziché celeste
- 100 lire - Taglio chirurgico
- 100 lire - Senza la stampa del giallo
- 100 lire - Senza la stampa del rosso (castello giallo) - Rarissimo
- 100 lire - Senza la stampa del rosso e del giallo, dentellatura fortemente spostata
- 100 lire - Stampa del rosso fortemente inchiostrata, che sporca tutto il francobollo
- 100 lire - Stampa del nero spostata (colori fuori registro)
- 100 lire - Senza la stampa dell'azzurro e dentellatura spostata
- 100 lire - Colori molto spostati
- 100 lire - Senza filigrana (da parti di carta ricongiunta)
- 100 lire - Carta ricongiunta
- 100 lire - Dentellatura fortemente spostata (orizz. o vert.)
- 100 lire - Non dentellato - Resto di stampa

120 lire "Castello Estense, Ferrara" - 22 settembre 1980
Varietà:
- 120 lire - Stampa del rosso estesa in tutto il francobollo e intensa
- 120 lire - colori spostati (oltre 2 mm)
- 120 lire - Senza la stampa del rosso
- 120 lire - Dentellatura "a blocco", anziché "a pettine" (riscontrabile solo nel bordo in alto e in basso del foglio). I francobolli sono identici, cambia solo la dentellatura del foglio.

150 lire "Castello di Miramare, Trieste" - 22 settembre 1980
Varietà:
- 150 lire - Colore del fondo molto chiaro
- 150 lire - Colori spostati (oltre 2 mm)
- 150 lire - Colore di fondo mancante a sinistra per 4 mm
- 150 lire - Stampa molto confusa
- 150 lire - Colore del fondo giallastro
- 150 lire - Taglio chirurgico
- 150 lire - Fasce o grosse righe di colore
- 150 lire - Stampa evanescente
- 150 lire - Pieghe di carta
- 150 lire - Carta ricongiunta
- 150 lire - Dentellatura fortemente spostata (orizzontale o verticale)
- 150 lire - Dentellatura verticale parzialmente mancante
- 150 lire - Dentellatura "a blocco", anziché "a pettine" (riscontrabile solo nel bordo in alto e in basso del foglio). I francobolli sono identici, cambia solo la dentellatura del foglio.

170 lire "Castello di Ostia, Roma" - 22 settembre 1980
Varietà:
- 170 lire - Colori spostati (oltre 2 mm)
- 170 lire - Stampa del nero quasi mancante del tutto
- 170 lire - Filetto di riquadro in basso a destra mancante
- 170 lire - Stampa evanescente
- 170 lire - Dentellatura fortemente spostata (orizzontale o verticale)

180 lire "Castel Gavone, Finale Ligure" - 22 settembre 1980
Varietà:
- 180 lire - Colori spostati (oltre 2 mm)
- 180 lire - Colore rosa evanescente
- 180 lire - Carta ricongiunta

200 lire "Castello di Cerro al Volturno" - 22 settembre 1980
- 200 lire - Ristampato in rotocalco (colori accesi) - 21 febbraio 1994

Varietà:
- 200 lire - Stampa molto poco inchiostrata
- 200 lire - Colori spostati (oltre 2 mm)
- 200 lire - Fondo di colore giallo con risposta fluorescente
- 200 lire - Senza la stampa dell'azzurro
- 200 lire - Stampa del solo colore bruno
- 200 lire - Colore del fondo grigio anziché azzurro grigio
- 200 lire - Filetto del riquadro a destra mancante (Vedi immagine, francobollo di destra)
- 200 lire - Arco completo (inchiostrazione del rosso e del giallo maggiormente diffusa)

Francobolli da 200 lire con varietà: A - Arco completo (evidente continuazione del paese a sinistra e intensa colorazione del rosso e del giallo); B - Mancanza del filetto in fondo a destra, dovuto all'usura dei cilindri.

- 200 lire - Scritta in basso incompleta (anche totalmente)
- 200 lire - Falle di stampa o righe
- 200 lire - Stampa evanescente
- 200 lire - Carta ricongiunta
- 200 lire - Pieghe di carta
- 200 lire - Dentellatura fortemente spostata (orizzontalmente o verticalmente)
- 200 lire - Non dentellato - resto di stampa
- 200 lire - Non dentellato in alto o da un lato (dx o sx)
- 200 lire - Coppia non dentellata in mezzo
- 200 lire - Varietà francobollo in rotocalco - Stampa della cornice in ardesia scuro anziché bruno - Solo 100 noti (Resto di stampa)

250 lire "Rocca di Mondavio" - 22 settembre 1980
- 250 lire - Ristampato in rotocalco (colori accesi) - 21 febbraio 1994

Varietà:
- 250 lire - Colori fortemente spostati (oltre 2 mm)
- 250 lire - Stampa parzialmente mancante nella parte superiore del francobollo
- 250 lire - Falle di stampa o righe
- 250 lire - Dentellatura fortemente spostata (orizzontalmente o verticalmente)
- 250 lire - Dentellatura cieca (dentini uniti a tratti)

300 lire "Castello Normanno-Svevo, Bari" - 22 settembre 1980
- 300 lire - Ristampato in rotocalco (colori accesi) - 21 febbraio 1994

Varietà:
- 300 lire - Senza fluorescenza - Fil. tipo IV - Non comune
- 300 lire - Colori spostati (oltre 2 mm)
- 300 lire - Cielo e castello con fondo giallo
- 300 lire - Stampa confusa e colori sbavati
- 300 lire - Filetto di riquadro in basso a destra mancante
- 300 lire - Macchie di colore
- 300 lire - Falle di stampa o righe
- 300 lire - Pieghe di carta
- 300 lire - Stampa dell'azzurro molto inchiostrata
- 300 lire - Dentellatura fortemente spostata (orizzontalmente o verticalmente)

350 lire "Castello di Mussomeli"

350 lire "Castello di Mussomeli" - 22 settembre 1980
Varietà:
- 350 lire - Stampa incompleta della cifra "3"
- 350 Lire - Banda verde che attraversa tutto il francobollo (castello quasi del tutto verde)
- 350 lire - Falle di stampa o righe
- 350 lire - Stampa della cornice poco inchiostrata
- 350 lire - Non dentellato - Resto di stampa
- 350 lire - Non dentellato in alto
- 350 lire - Dentellatura fortemente spostata
- 350 lire - Francobollo più piccolo o più grande in senso orizzontale o verticale (per effetto del pettine)

380 lire "Rocca di Vignola" - 5 febbraio 1987
Varietà:
- 380 lire - Fasce o grosse righe di colore
- 380 lire - Colori spostati (oltre 2 mm)
- 380 lire - Taglio chirurgico
- 380 lire - Non dentellato - resto di stampa
- 380 lire - Dentellato solo in basso - resto di stampa

400 lire "Castello dell'Imperatore, Prato" - 22 settembre 1980
Varietà:
- 400 lire - Disegno con rettangolo verde e bruno
- 400 lire - Merli e riquadri destri parzialmente mancanti
- 400 lire - Merli del castello in verde anziché bruno (vedi particolare in foto)

Particolare del 400 lire con i merli del castello in verde anziché in bruno

- 400 lire - Stampa del verde incompleta
- 400 lire - Stampa evanescente
- 400 lire - Dentellatura parzialmente cieca
- 400 lire - Foro mancante nella dentellatura del lato a sinistra
- 400 lire - Non dentellato - resto di stampa
- 400 lire - Non dentellato da un lato
- 400 lire - Dentellatura fortemente spostata (anche oltre i 4 mm)
- 400 lire - Francobollo più piccolo o più grande in senso orizzontale o verticale (per effetto del pettine)

450 lire "Castello di Bosa" - 22 settembre 1980
- 450 lire - Ristampato in rotocalco (colori accesi) - 21 febbraio 1994

Varietà:
- 450 lire - Senza filigrana
- 450 lire - Fondo bianco in colore rosaceo
- 450 lire - Fondo azzurrato
- 450 lire - Fasce o grosse righe di colore
- 450 lire - Colori spostati (oltre 2 mm)
- 450 lire - Stampa evanescente
- 450 lire - Falle di stampa o righe
- 450 lire - Senza la stampa del rosso
- 450 lire - Solo stampa dell'azzurro
- 450 lire - Carta ricongiunta
- 450 lire - Pieghe di carta
- 450 lire - Non dentellato - resto di stampa
- 450 lire - Coppia non dentellata in mezzo
- 450 lire - Non dentellato da un lato
- 450 lire - Dentellatura fortemente spostata (anche a cavallo di due o più francobolli)
- 450 lire - Dentellato solo a destra - resto di stampa

500 lire "Castello di Rovereto" - 22 settembre 1980
Varietà:
- 500 lire - Fondo evanescente e dentellatura spostata
- 500 lire - Colori spostati (oltre 2 mm)
- 500 lire - Stampa del bruno molto debole (a causa delle grosse tirature)
- 500 lire - Stampa del verde molto debole (a causa delle grosse tirature)
- 500 lire - Senza la stampa del castello (Castello fantasma)
- 500 lire - Stampa del castello incompleta
- 500 lire - "500" senza l'ultimo zero, come se fosse "50"
- 500 lire - Stampa della cornice in verde scuro anziché in bruno
- 500 lire - Falle di stampa
- 500 lire - Fasce o grosse righe di colore
- 500 lire - Dentellatura fortemente spostata
- 500 lire - Non dentellato - resto di stampa
- 500 lire - Coppia non dentellata in mezzo
- 500 lire - Non dentellato da un lato
- 500 lire - Francobollo più piccolo o più grande in senso orizzontale o verticale (per effetto del pettine)

550 lire "Castello di Rocca Sinibalda"
- 550 lire - Dentellato 14 x 13¼ - Emesso: 22 settembre 1980 - normale
- 550 lire - Dentellato 13¼ x 13¼ - Emesso nel corso del 1984 - varietà

Varietà:
- 550 lire - Colori spostati (oltre 2 mm)
- 550 lire - Stampa del castello smossa (anche molto smossa)
- 550 lire - Senza la stampa dell'azzurro
- 550 lire - Stampa del fondo fortemente inchiostrata
- 550 lire - Fondo arancio evanescente
- 550 lire - Fasce o grosse righe di colore
- 550 lire - Taglio chirurgico
- 550 lire - Dentellatura fortemente spostata (anche di 8 mm)
- 550 lire - Non dentellato - resto di stampa
- 550 lire - Non dentellato in alto

600 lire "Castello Scaligero, Sirmione" - 22 settembre 1980
Varietà:
- 600 lire - Colori spostati (oltre 2 mm, anche fortemente oltre i 3 mm)
- 600 lire - Stampa del nero evanescente
- 600 lire - Senza la stampa del verde (anche con dentellatura spostata)
- 600 lire - Fasce o grosse righe di colore
- 600 lire - Solo stampa del nero e Non dentellato - resto di stampa
- 600 lire - Carta ricongiunta (anche non dentellato da uno o più lati)
- 600 lire - Dentellatura spostata (o fortemente, anche di 5 mm)
- 600 lire - Non dentellato - resto di stampa

650 lire "Castello di Montecchio, Castiglion Fiorentino"

- 600 lire - Coppia non dentellata in mezzo
- 600 lire - Non dentellato da un lato

650 lire "Castello di Montecchio Vesponi, Castiglion Fiorentino" - 15 marzo 1986
Varietà:
- 650 lire - Fasce o grosse righe di colore
- 650 lire - Senza la stampa del giallo
- 650 lire - Colori spostati (oltre 2 mm)
- 650 lire - Taglio chirurgico
- 650 lire - Carta ricongiunta
- 650 lire - Dentellatura fortemente spostata
- 650 lire - Non dentellato - resto di stampa
- 650 lire - Coppia non dentellata in mezzo
- 650 lire - Non dentellato da un lato

700 lire "Castello d'Ivrea" - 22 settembre 1980
Varietà:
- 700 lire - Senza fluorescenza, Fil. II 65° sinistra anziché Fil. IV - Emesso il 23 gennaio 1990 - Raro
- 700 lire - Senza la stampa del giallo e rosso spostato di 2 mm
- 700 lire - Senza la stampa del rosso
- 700 lire - Stampa del solo contorno violetto - resto di stampa
- 700 lire - Colori spostati (oltre 2 mm)
- 700 lire - Blu spostato in basso di 3 mm e dentellatura orizzontale spostata
- 700 lire - Stampa evanescente
- 700 lire - Carta ricongiunta e senza filigrana - resto di stampa
- 700 lire - Dentellatura fortemente spostata
- 700 lire - Non dentellato - resto di stampa
- 700 lire - Coppia non dentellata in mezzo
- 700 lire - Non dentellato da un lato

750 lire "Rocca di Urbisaglia" - 20 settembre 1990
Varietà:
- 750 lire - Senza fluorescenza, Fil. II 65° sinistra anziché Fil. IV - Emesso nel mese d'aprile del 1991 - Raro
- 750 lire - Stampa del verde parzialmente mancante
- 750 lire - Fascia azzurra sopra il castello mancante
- 750 lire - Coppia orizzontale con il primo esemplare senza stampa
- 750 lire - Carta ricongiunta, senza filigrana - resto di stampa
- 750 lire - Carta ricongiunta, non dentellato - resto di stampa
- 750 lire - Dentellatura fortemente spostata (in uno o più sensi)
- 750 lire - Non dentellato - resto di stampa
- 750 lire - Coppia non dentellata in mezzo
- 750 lire - Non dentellato da un lato

800 lire "Rocca Maggiore, Assisi" - 22 settembre 1980
Varietà:
- 800 lire - Fasce o grosse righe di colore
- 800 lire - Falle di stampa o righe
- 800 lire - Senza stampa del bruno
- 800 lire - Solo stampa del bruno
- 800 lire - Dentellatura fortemente spostata
- 800 lire - Francobollo più piccolo o più grande in senso orizzontale o verticale (per effetto del pettine)

850 lire "Castello di Arechi, Salerno" - 7 marzo 1992
Varietà:
- 850 lire - Colori fortemente spostati
- 850 lire - Senza la stampa del giallo
- 850 lire - Stampa dei soli colori azzurro e giallo
- 850 lire - Dentellatura fortemente spostata
- 850 lire - Non dentellato - resto di stampa

900 lire "Castello di Saint-Pierre (Valle d'Aosta)" - 22 settembre 1980
Varietà:
- 900 lire - Colori spostati (oltre 2 mm, fortemente oltre 3 mm)
- 900 lire - Stampa del giallo parziale
- 900 lire - Stampa del bruno incompleta
- 900 lire - Muro del castello in verde anziché bruno
- 900 lire - Angolo inferiore destro bruno anziché verde
- 900 lire - Falle di stampa
- 900 lire - Carta ricongiunta
- 900 lire - Carta ricongiunta, senza filigrana
- 900 lire - Dentellatura fortemente spostata

1000 lire "Castello di Montagnana" - 22 settembre 1980
Varietà:
- 1000 lire - Ultimo "0" di "1000" mancante o parzialmente mancante
- 1000 lire - Stampa della cifra "1" mancante
- 1000 lire - Archi e fondo del castello verdi (parte verde più vasta a discapito del nero)
- 1000 lire - Colori spostati (oltre 2 mm)
- 1000 lire - Colori molto spostati e mancanti
- 1000 lire - Stampa spostata sul bordo superiore
- 1000 lire - Senza la stampa del centro
- 1000 lire - Senza la stampa di un colore di fondo
- 1000 lire - Stampa dell'azzurro predominante nel fondo (anche con dentellatura spostata o non dentellato da un lato)
- 1000 lire - Castello solo azzurro (Castello azzurro)
- 1000 lire - Falle di stampa
- 1000 lire - Carta ricongiunta
- 1000 lire - Dentellatura fortemente spostata (anche di molti mm)
- 1000 lire - Non dentellato - resto di stampa
- 1000 lire - Coppia non dentellato in mezzo
- 1000 lire - Non dentellato da uno lato

1400 lire "Castello Caldoresco, Vasto" - 9 luglio 1983
Varietà:
- 1400 lire - Falle di stampa
- 1400 lire - Dentellatura orizzontale spostata
- 1400 lire - Non dentellato - resto di stampa
- 1400 lire - Dentellatura al centro del francobollo - resto di stampa
- 1400 lire - Francobollo più piccolo o più grande in senso orizzontale o verticale (per effetto del pettine)